# Razdan–3
A Razdan–3 1967-ben épített jereváni tranzisztoros számítógép, amelyet elsősorban haditechnikai célokra fejlesztettek ki. Nevét a Jerevánon átfolyó Hrazdan folyóról kapta.

## Története
Sorozatban gyártott M–3-as klón. Terveit 1956-58 között a Szovjetunió Tudományos Akadémiájának Energetikai Kutatóintézetében dolgozták ki. Ezeket a terveket a jereváni Matematikai Gépek Kutatóintézetében módosították és tették sorozatgyártásra alkalmassá. 1966-ban kezdődött meg a számítógép sorozatgyártása. Összesen 10-nél több (de 20-nál kevesebb) Razdan–3-at gyártottak le. Ballisztikai számításokra és rakétavezérlésre tervezték a számítógépet. Magyarországra 1968-ban két példány került a típusból, mindkettő 1983-ig működött. Egy az Egyetemi Számítóközpontba került, egy pedig a Villamosenergia-ipari Kutató Intézetbe. A villamosenergia iparág tudományos és műszaki számításait, valamint a VEIKI villamosenergia rendszerének karbantartását irányították a Razdan–3 segítségével. Ezt az információs rendszert ALGOL 60 programnyelven kódolták, az így kinyert adatokat pedig 7 csatornás lyukszalagon tárolták. Az ALGOL-60 programnyelv két változata volt használható benne: a rövidített, mintegy 4000 szó helyfoglalással, valamint a teljes, körülbelül 15 000 szó helyfoglalással. A RAZDAN—3 assembler szintű programnyelve a KATEX volt, amelynek szerkezete megegyezik a gépikód utasításokéval. A KATEX programnyelv első változatát az Egyetemi Számítóközpontban az ottani RAZDAN—3 gépre dolgozták ki.
"Civil" alkalmazási területeként a tudományos kutatóintézetekben, nagy tervező irodákban, illetve államigazgatási intézményeknél felvetődő információfeldolgozási feladatok megoldását jelölték meg.
1970–71-ben a VEIKI Számítóközpontjában elvégezték az Intézet által kifejlesztett TRANSZBIT 200 elnevezésű adatátviteli hibavédelmi berendezés és a RAZDAN-3 illesztésének műszaki fejlesztését. Ennek eredményeként a TRANSZBIT 200 adatátviteli berendezés vevőoldalán kapott, 5 csatornán kódolt (5 bites) információ közvetlenül a számítógép operatív memóriájába volt továbbítható a beviteli perifériák megkerülésével.

## Jellemzői, kapacitása
A rendszer 8 mágnesdobból, 8 mágnesszalagos háttértárból és a főtárból állt, amelyet összesen 27 szekrény alkotott. A háttértárak memóriakapacitása egyenként 48 Kb (a műveleti tár típusa ferritgyűrűs memória), processzora másodpercenként 30 ezer műveletre volt képes. Az adatok mentése mágnesszalagok segítségével történt. Eredetileg tranzisztorokkal építették meg, később ezek helyére kivehető kártyák kerültek. Tömege elérte a kilenc tonnát. Az egyetlen épségben fennmaradt Razdan–3 Szegeden található a Szent-Györgyi Albert Agórában, amely a BME-ről került át.
A Művelődésügyi Minisztérium által 1967-ben vásárolt, és az Egyetemi Számítóközpontba került Razdan–3 tranzisztoros alapáramkörökből épült, közepes műveleti sebessége 20—25 ezer művelet/sec volt. A gép párhuzamos működésű, kétcímű volt, a gépi szóhossz 48 bit, amelyből lebegőpontos számábrázolásban a mantissza 40, a karakterisztika 6 és az előjelek 2 bitet foglaltak el. Az ábrázolható számok nagyságrendje 10-38 és 1038 között volt. Az operatív memória kapacitása kétszer 16 384 rekesz (egyenként 50 helyértékkel), a hozzáfordulási idő 8-10 microsec volt. Külső tárolóként mágnesdobok és mágnesszalagok szolgáltak, a csatlakozó nyolc mágnesdob egymillió szó tárolókapacitást jelentett. A gép lehetővé tette szimbolikus programozási nyelvek, például ALGOL-60 használatát.

## A Razdan-3 egységei
A RAZDAN—3 számológép az alábbi egységekből áll:
Központi egység
- aritmetikai egység
- vezérlőegység
- vezérlőpult
- operatív memória
- tápegység.

Kiegészítő memória
- mágnesdobos tároló
- mágnesszalagos tároló.

Külső egységek
- lyukszalagolvasó
- lyukkártyaolvasó
- írógép
- numerikus keskeny nyomtató
- alfanumerikus széles nyomtató
- lyukszalaglyukasztó egység
- lyukkártyalyukasztó egység.

## Technikai paraméterek
A RAZDAN—3 aszinkron rendszerű, ezért sebességét — a ferrit ciklusidején kívül — a triggerek működési sebessége határozza meg.
- A maximális trigger frekvencia: 1,2 Mc
- Az operatív memória kapacitása: 2 X 16 384 szó (48 bit)[6]
- Ciklusideje: 8 μsec
- Működési hőmérséklettartomány: +5 C°-tól +40 C°-ig
- A feszültség és áram névleges értéktől való megengedett eltérése: ±5%
- Energiaszükséglet: 220 V, 50 Hz, 750 watt
- Felépítése: teljesen tranzisztorizált, nyomtatott áramkör.

A központi egységhez külön tápegység tartozik, mely – a gép teljes kiépítése esetén – kb. 30 kW fogyasztású. Az 50 Hz hálózatról leválasztva, 400 Hz frekvenciájú váltakozó áramot állít elő, melyre a könnyebb szűrés és stabilizálás miatt van szükség.

### Kiegészítő memóriák
Mágnesdobtároló
- Kapcsolható egységek száma: 16
- Kapacitása: 12 800 szó (4 blokkra és 248 zónára oszlik)
- Minimális jelnagyság: 20 mV
- Szinkron frekvencia: 410 kHz
- Fordulatszám: 1500 f/p

Méretei: ∅ 320x86 mm
Mágnesszalagos tároló
- Kapcsolható egységek száma: 16
- Kapacitása: W 390 000 szó (56 bit)
- A mágnesszalag 2X10 csatorna (8 csatorna információ, 2 szinkron)
- A szalag mozgási sebessége: 2 m/sec
- Indítás/megállás ideje: 40/20 millisec
- Irányváltás: 70-80 millisec
- Szalaghosszúság: 300 m
- Szinkronimpulzusok frekvenciája: 20 kHz

### Perifériák
Lyukszalagolvasó
- Rendszere: 5-8 csatornás (vezető görgő cserével) szalagról
- Sebessége: 800 sor/sec
- Olvasási mód: csoportos bevitel
- Mozgás: reverzibilis

Lyukkártyaolvasó
- Beviteli sebesség: 700 kártya/perc ±10%
- Információhordozó: 80, esetleg 45 oszlopos lyukkártya
- Információábrázolás: szabványos kódban vagy tetszőlegesen átkódolva lehetséges
- Leolvasási rendszer: kefés vagy fotodiódás leérzés

Írógép
- Soemtron típusú, nagykocsis, néhány különleges jellel kiegészített írógép, a program menetközbeni változtatására, javítására, egyben az ALGOL programnyelv visszajelzésére szolgál.

Numerikus keskeny nyomtató
- Kapacitása: 12 számkerék numerikus jelekkel és az előjelekkel
- Sebessége: 15 szó/sec
- 3 különféle kivitelű típus kapcsolható a géphez, melyek csak az elektromos alapadatokban egyeznek.

Alfanumerikus széles nyomtató
- Kapacitása: 128 számkerék, egyenként 75 szimbólummal
- Kiírási sebesség: oktális kódban: 56 szó/sec, alfanumerikus kódban: 112 szó/sec
- Táblázat szélesség: 43 cm

Lyukszalaglyukasztó
- Sebessége: 20, 50, 100 sor/sec
- Típusa: 5-8 csatornás szükség szerint

Lyukkártyalyukasztó
- Sebessége: 100 kártya/sec
- Rendszere: 45 vagy 80 oszlopos, tetszőleges kóddal
- Alaptípus: PI 80-2M jelentősen módosítva

### Műveletvégzési idők
Az átlagos műveletvégzési idők az elérési idővel együtt a következők:
- összeadás (kivonás) 37 mikrosec
- szorzás 92 mikrosec
- osztás 245 mikrosec.

## Konstrukciós paraméterek
A gép megbízhatósági foka:
- elektromos hiba: kb. 200-250 óra
- mechanikus hiba: kb. 30-35 óra
- Megengedett hőmérsékleti tartomány: ± 5 ~ + 35 C°
- Energiaforrás: 380/220 V, 3~±10%, — 50 Hz, maximálisan 30 kW
- Helyszükséglet: 160 m2 (minimális terem szélesség 6,5 m)
- Súly: maximálisan 8000 kg (átlagosan 400-500 kg/szekrény)

## A berendezéshez tartozó szoftver részei
A berendezéshez az alábbi szoftvereket biztosították:
- matematikai típusfeladatok programjai,
- szabvány adatfeldolgozási algoritmusokat megvalósító programok,
- fordítóprogramok és vezérlőprogramok,
- a munkaképesség (teljesítőképesség) meghatározására szolgáló programok,
- módszertani anyagok.